# Коммерсантъ (издательский дом)
«Коммерса́нтъ» — российский издательский дом. Полное наименование — Акционерное общество «Коммерсантъ». Штаб-квартира — в Москве.
Издательский дом «Коммерсантъ» основан в 1990 году Владимиром Яковлевым.

## История
Издательский дом «Коммерсантъ» был создан на базе частного еженедельника «Коммерсантъ». 15 июня 1988 года корреспондент журнала «Огонёк» Владимир Егорович Яковлев совместно с Глебом Олеговичем Павловским создал информационный кооператив «Факт», который в сотрудничестве с Союзом кооператоров начал выпускать первое частное деловое издание в Советском Союзе — газету «Коммерсантъ». Нулевой номер газеты «Коммерсант» вышел в августе 1989 г. он назывался «Еженедельное издание информационного агентства Postfactum» Одновременно он помечен номером 2276 как издание, выходящее с 1908 года.
С 8 января 1990 года газета стала выходить в регулярном режиме.
В 1993 году создан филиал в Санкт-Петербурге; Антон Антонов-Овсеенко в рецензии на книгу «Битлы перестройки» отмечал:
Владимир Яковлев направил меня директором филиала газеты «КоммерстантЪ-daily» в Санкт-Петербург. Я тогда на всякий случай запасся рекомендательным письмом тогдашнего помощника президента России Сергея Станкевича, друга всех журналистов страны.
В 1999 году 100 % акций ИД «Коммерсантъ» было выкуплено российским предпринимателем Борисом Березовским вместе с грузинским предпринимателем Бадри Патаркацишвили.
В начале 2006 год после ряда резких политических заявлений Березовский продал свою долю в «Коммерсанте» Патаркацишвили. В сентябре 2006 год издательский дом был продан близкому к «Газпрому» предпринимателю Алишеру Усманову.
В начале августа 2007 года 100 % акций ЗАО «Издательский дом „Коммерсантъ“» были переведены на баланс российской компании ООО «Коммерсантъ Холдинг». Среди основных причин создания холдинга в пресс-службе «Коммерсанта» называют необходимость перевести активы ИД под юрисдикцию РФ. Ранее акции ИД были распределены между несколькими зарубежными компаниями.
12 декабря 2011 года Генеральный директор издательского дома, член Общественного совета Российского еврейского конгресса, Демьян Кудрявцев подал в отставку вслед за увольнением Алишером Усмановым редактора журнала «Коммерсантъ Власть» Максима Ковальского и генерального директора ЗАО «Коммерсантъ-холдинг» Андрея Галиева. Причиной этого стало то, что после выборов в Государственную думу в фотогалерее к публикации, в которой говорится о выборах, была помещена фотография испорченного бюллетеня с оскорбительным обращением к Владимиру Путину, при этом в подписи к снимку было указано, что это «правильно заполненный бюллетень».
В июне 2012 года произошла смена руководства ИД «Коммерсантъ». Демьян Кудрявцев окончательно покинул «Коммерсантъ» в связи с увольнением. Генеральным директором ИД был назначен Павел Филенков, генеральным директором ЗАО «Коммерсантъ-холдинг» — Дмитрий Сергеев.
В июле 2022 года произошла реорганизация с целью оптимизации расходов, в ходе которой было ликвидирована и присоединена с сокращением персонала петербургская редакция, которая прежде действовала автономно.
С 18 мая 2023 года владеющая издательским домом ООО «Коммерсантъ холдинг» скрыла информацию о своих учредителях и руководителе. Владельцем «Коммерсантъ холдинга» долгое время была кипрская компания Kommersant Holding (Cyprus) Ltd., бенефициаром которой являлся Алишер Усманов, но после вступления в 2014 г. поправок в закон «О СМИ» с запретом иностранным гражданами и компаниям владеть более 20 % юрлица-учредителя СМИ в декабре 2015 г. Усманов стал единственным прямым владельцем. Сокрытие учредителей могло быть обусловлено желанием вывести актив из-под возможных санкций, под которые Усманов попал с начала российского вторжения на Украину (хотя минфин США в 2023 году опубликовал генеральную лицензию, которая вывела из-под ограничений газету «Коммерсантъ»).

## Собственники и руководство
Владельцем 100 % акций издательского дома является медиахолдинг ЗАО «Коммерсантъ-холдинг», в свою очередь контролируемое российским предпринимателем Алишером Усмановым.
В октябре 2013 года новым президентом издательского дома «КоммерсантЪ» был назначен Владимир Борисович Желонкин (в 2010—2011 годах занимал пост гендиректора медиагруппы «Звезда», позднее он стал заместителем полномочного представителя президента РФ в Центральном федеральном округе), сменивший на этом посту Дмитрия Сергеева. Сообщается, что владелец ИД Алишер Усманов утверждает, что уход с этой должности Дмитрия Сергеева связан с личными обстоятельствами последнего. «Как только он решит свои вопросы, я очень надеюсь, он вернется в наш коллектив. Он остается в моей команде», — говорит Алишер Усманов. Генеральным директором с декабря 2014 года по май 2016 года была Мария Комарова. Её сменил Желонкин.
Генеральный директор АО «Коммерсантъ» — Роман Уманский.
Главный редактор газеты «Коммерсантъ», шеф-редактор издательского дома — Михаил Лукин.
Редколлегия: Козичев Евгений (руководитель информцентра), Крючкова Татьяна (ответственный секретарь), Лавицкий Владимир (первый заместитель шеф-редактора), Лукин Михаил (шеф-редактор АО «Коммерсантъ»), Стукалин Александр (заместитель шеф-редактора), Сухов Иван (заместитель шеф-редактора), Черникова Анна (заместитель шеф-редактора, издатель«Коммерсантъ Weekend»).

## Деятельность
Издательский дом издаёт газеты «Коммерсантъ» и её тематические приложения, «Коммерсантъ-Украина» (Киев) (закрыт в 2014 году), журналы «Деньги» (1992—2017), «Власть» (с 1997 года, с 2017 года — только электронная версия), «Огонёк», «Автопилот», «Weekend», а также региональные приложения. В холдинг также входят информационная FM-радиостанция «Коммерсантъ FM», веб-портал «Коммерсантъ Картотека» (с 2011 года), сайт kommersant.ru (является как отдельным новостным порталом, так и электронной версией печатных изданий ИД «Ъ»).
Ранее в составе издательского дома были издания «Наука» (закрыта в конце 2011 года), «Молоток» (с 1 ноября 2008 года прекратил свою деятельность, руководство ИД «КоммерсантЪ» объясняет закрытие журнала его неактуальностью), «Секрет фирмы» (продан Рамблеру), «Каталог» (с 2016 года без новых выпусков), интернет-СМИ «Газета.Ru» (продана российско-американской интернет-компании СУП), телеканал «Коммерсантъ ТВ» (закрыт 1 июля 2012 года, объясняется убыточностью), издание «Citizen K» (закрыта в июне 2012 года, руководство объясняет закрытие экономическими причинами).
Владельцем всех активов ИД «КоммерсантЪ» является ООО «Коммерсантъ Холдинг», который в 2007 году консолидировал на балансе 100 % акций издательского дома.
Оборот издательского дома в 2005 году, по собственным данным, составил около $61 млн, чистая прибыль — чуть больше $13 млн. В 2008 году выручка достигла $129 млн.
13 марта 2014 года гендиректор издательского дома Павел Филенков объявил о решении приостановить издание газеты «Коммерсантъ Украина» до того момента, пока ситуация не стабилизируется, хотя не исключил невозобновления издания. Он отметил, что в последнее время газета стала терять рекламодателей, а денег оставалось лишь на выплаты зарплат сотрудникам. По мнению Дмитрия Солопова, в прошлом бывшего генеральным редактором Коммерсантъ ФМ, помимо экономических причин закрытия газеты были и политические.
9 января 2017 года было объявлено о прекращении выпуска журналов «Власть» и «Деньги» в бумажном формате, сохранив их в электронном виде. В феврале 2017 года стало известно о закрытии проекта «Lifestyle», созданного в декабре 2015 года. Этот раздел сайта издательского дома позиционировался как "умеренно глянцевый и в меру аналитический ", посвященный как «вещам и стилю жизни в целом», так и «моде как серьёзной индустрии». В мае стало известно о закрытии электронной версии журнала «Деньги».
В сентябре 2021 года «Коммерсантъ» полностью обновил свой сайт.

## Санкции
В феврале 2022 г. специальный корреспондент ИД Андрей Колесников попал во введённый из-за российского вторжения на Украину санкционный список Канады вместе с рядом журналистов и управленцев государственных СМИ, а также связанных с государством певцов, экспертов и СМИ. Их обвиняют в распространении российской дезинформации и пропаганды.

## Награды
- 2022 г. Премия правительства РФ в области СМИ за 2021 год — за освещение экономической ситуации в России. Лауреаты — заместитель шеф-редактора Дмитрий Бутрин, заведующий отделом экономики Олег Сапожков, его заместитель Вадим Вислогузов и обозреватель отдела Алексей Шаповалов.[28]

## Региональные редакции «Коммерсантъ»

#### «Коммерсантъ» в Санкт-Петербурге
Региональное издание, основанное в 1993 году в Северо-Западном федеральном округе. Штаб-квартира в Санкт-Петербурге. До июля 2022 года ЗАО «Коммерсантъ» в Санкт-Петербурге. В начале июля 2022 года был ликвидирован и присоединен к АО «Коммерсантъ» в связи с оптимизацией структуры.
Публикации выходят на сайте «Коммерсантъ», в печатном виде и в социальных сетях Вконтакте и Telegram.
Главный редактор: Андрей Ершов. Аудитория газеты на март-июль 2023 года — 21 тыс. человек.
Главные редакторы
- Андрей Ершов (2007 г. — настоящее время)
- Сергей Слюсаренко (2003—2007 гг)[33]
- Максим Поляков (1998—2003 гг)
- Авдотья Смирнова-Ипполитова (Дуня Смирнова) 1995—1998 гг
- Антон Антонович Антонов-Овсеенко (младший) 1993—1995 гг — создал региональный коррпункт Ъ в СПб
- Юлия Андреева (в девичестве Шум) возглавляла информагентство News box, на базе которого был создан коррпункт Ъ в СПб.